# Jules Bonnaire
 (novembre 2014).
Si vous disposez d'ouvrages ou d'articles de référence ou si vous connaissez des sites web de qualité traitant du thème abordé ici, merci de compléter l'article en donnant les références utiles à sa vérifiabilité et en les liant à la section « Notes et références ».
Pour les articles homonymes, voir Bonnaire.
Jules Bonnaire, né le 13 décembre 1991 à Moûtiers (Savoie), est un freestyler français venant de La Rosière, il a participé aux Winter X Games en 2010 et aux Jeux olympiques de Sotchi en 2014.

## Résultats 2013[réf.nécessaire]
- 6e du Freestyle.ch à Zurich
- 17e du classement mondial AFP en slopestyle
- 12e de la finale du championnat du monde de Slopestyle
- 5e de la coupe du monde Slopestyle à Silvaplana (AFP Gold)
- 6e du Frostgun Invitational Big Air (AFP Platinium)
- 2e du SFR Tour Big Air à La Clusaz et 2e du classement général
- 2e du SFR Tour Big Air à l'Alp D'Huez (AFP Silver)
- 1er du SFR Tour Slopestyle à Vars 5AFP Gold)
- 8e du SFR Tour Slopestyle à Val Thorens (AFP Silver)

## Résultats 2012[réf.nécessaire]
- 11e aux Europeans X Games
- 1er de l'Urban Plagne Festival avec la team Tested Panthera
- 1er de la Ride her First à Val-d'Isère
- 1er du contest Ebouelle aux Gets
- 2e du classement général à l'ESF Tour
- 2e du SFR Tour Big Air de La Clusaz
- 2e du L.A Session aux Arcs
- 4e du SFR Big Air de l'Alpes d'Huez
- 2e du SFR Tour Slopestyle à Val Thorens